# بيفر (مقاطعة مارينيت)
بيفر، مقاطعة مارينيت (بالإنجليزية: Beaver, Marinette County, Wisconsin)‏ هي بلدة تقع بولاية ويسكونسن في الولايات المتحدة. تبلغ مساحتها 180 (كم²)، وترتفع عن سطح البحر 224 م، بلغ عدد سكانها 1123 نسمة في عام 2000 حسب إحصاء مكتب تعداد الولايات المتحدة وتصل الكثافة السكانية فيها 6.3 نسمة/كم2.

## وصلات خارجية
- The US50 - Cities and Towns in Wisconsin State
- Wisconsin Cities and Towns, Facts, Map, Flag, Colleges, Government, and More